# Rita Thijs
Rita Thijs (7 februari 1958) is een Belgische gewezen atlete, die zich had toegelegd op de middellange afstand en het veldlopen. Zij nam eenmaal deel aan de Olympische Spelen en veroverde drie Belgische titels.

## Biografie
In 1975 veroverde Rita Thijs op de Europese kampioenschappen voor junioren een bronzen medaille op de 800 m. Op hetzelfde nummer werd ze ook voor het eerst Belgisch kampioene.
Rita Thijs nam in 1976 deel aan de Olympische Spelen in Montreal, waar ze op de 800 m uitgeschakeld werd in de series. Op de 4 x 400 m verbeterde ze samen met Lea Alaerts, Regine Berg en Anne-Marie Van Nuffel het Belgisch record. Dat was echter onvoldoende voor een plaats in de finale.
Thijs werd in 1978 Belgisch indoorkampioene op de 1500 m. In 1990 veroverde ze vijftien jaar na haar eerste titel ook outdoor een Belgische titel op de 1500 m.

### Veldlopen
In 1977 nam Thijs deel aan de wereldkampioenschappen veldlopen. Ze behaalde geen ereplaats.

### Clubs
Thijs was in Dilsen aangesloten bij een onderafdeling van Waterschei Atletiekclub en stapte in 1976 over naar Daring Leuven. Ze keerde nadien terug naar de zelfstandig geworden Maaslandse Atletiekclub Dilsen.

### Privé
Rita Thijs was de verloofde van atleet Ivo Van Damme op het moment dat hij eind 1976 verongelukte.

## Belgische kampioenschappen
Outdoor
| Onderdeel | Jaar |
| --------- | ---- |
| 800 m     | 1975 |
| 1500 m    | 1990 |

Indoor
| Onderdeel | Jaar |
| --------- | ---- |
| 1500 m    | 1978 |

## Persoonlijke records
| Onderdeel | Prestatie | Datum | Plaats |
| --------- | --------- | ----- | ------ |
| 800 m     | 2.03,2    | 1976  |        |
| 1500 m    | 4.18,7    | 1977  |        |
| 3.000 m   | 9.17,45   | 1981  |        |

## Palmares

### 800 m
- 1975:  EK U20 in Athene – 2.06,1
- 1975:  BK AC - 2.07,7
- 1976: 4e in serie OS in Montreal - 2.04,39

### 1500 m
- 1978:  BK indoor AC
- 1990:  BK AC - 4.27,13

### 3000 m
- 1981:  BK AC - 9.21,40

### 4 x 400 m
- 1975: 4e EK U20 in Athene - 3.39,2
- 1976: 6e in serie OS in Montreal - 3.32,87 (NR)

### veldlopen
- 1977: 83e op WK in Düsseldorf